# Liste des Justes à Paris
Compléments
Reconnus par Yad Vashem entre 1968 et 2018.
Les « Justes » à Paris sont les personnes qui y ont protégé les Juifs pendant la Seconde Guerre mondiale, et ont reçu le titre de « Juste parmi les nations » décerné par l'Institut Yad Vashem.

## Justes à Paris
Les Justes à Paris reconnus par Yad Vashem sont indiqués ci-dessous, par ordre alphabétique, avec l'année de leur reconnaissance comme « Juste ».
- Haut – A
- B
- C
- D
- E
- F
- G
- H
- I
- J
- K
- L
- M
- N
- O
- P
- Q
- R
- S
- T
- U
- V
- W
- X
- Y
- Z

### A
- Renée Abel, née Lafleur (1907-1980), modiste, héberge six Juifs dans son petit appartement ; elle est reconnue Juste en 2014[1] ;
- Petrus Henri Aendekerk (né en 1895), sauve trois enfants juifs ; Juste en 1985[2],[3] ;
- Germaine Albert (1911-1998), fonctionnaire des PTT, sauve et élève le jeune Bertin Leizérovici ; Juste en 1998[4],[5] ;
- Jean Allard (né en 1905), professeur de latin, J. 1996[6],[7] ;
- Marguerite Allard, née Cuilhe (1911-1990), J. 1996[6],[7] ;
- Catherine Androulakis (née en 1907), J. 1991[8],[9] ;
- Fernande Arnoult, cordonnière, J. 1994[10],[11] ;
- Maurice Arnoult (1908-2010), bottier, J. 1994[10],[11] ;
- Paul Arnoult, cordonnier, J. 1994[10],[11] ;
- Antoine Arnoux, J. 1993[12],[13] ;
- Hélène Arnoux, modiste, J. 1993[12],[13] ;
- Marie-Louise Arnoux, J. 1993[12],[13] ;
- Édouard Aupetit, J. 1974[14],[15] ;
- Lucienne Aupetit, née Pilaudeau, J. 1974[14],[15] ;

### B
- Estelle Barbotin, née Perrin (1909-), J. 1996[16],[17] ;
- Georges Barbotin (1906-1968), employé, J. 1996[16],[17] ;
- Jacqueline Bardou, née Vautravers (1910-), secrétaire, J. 1999[18],[19] ;
- Anna Barone, née Trombetta (1883-1970), culottière, J. 2012[20] ;
- Filomeno Barone (1888-1963), tailleur, J. 2012[20] ;
- Raymond Barone (1920-1993), prothésiste dentaire, J. 2012[20] ;
- Ida Barret, née Petit (née en 1920), employée, J. 2004[21] ;
- André Bastian, fabricant de placards, J. 1990[22],[23] ;
- Suzanne Bastian, née Boclet (née en 1922), secrétaire, J. 1990[22],[23] ;
- Maurice Baumont (1892-1981), professeur d'histoire ; J. 1985[24],[25] ;
- Léone Beau (1918-1998), J. 2012[26] ;
- Anne Beaumanoir (née en 1923), médecin neurophysiologiste, J. 1996[27],[28],[29] ;
- Fernand Béchard (né en 1900), ingénieur chimiste, J. 1988[30],[31] ;
- Odette Béchard (née en 1900), J. 1988[30],[31] ;
- Roger Belbéoch (1921-2010), résistant, policier, J. 1985[32],[33] ;
- Adolphe Bennezon, J. 1988[34],[35] ;
- Geneviève Berthoumeyroux, employée de maison, J. 1980[36] ;
- Pierre Berthoumeyroux, employé de maison, J. 1980[36] ;
- Colette Besset, née Coignard, J. 1992[37] ;
- Jean Besset (1909-2007), ingénieur, J. 1992[37] ;
- Eugénie Bockstal, née Cartiaux (1894-1971), J. 2001[38] ;
- Félix Bockstal (1895-1974), employé boulanger, J. 2001[38] ;
- Suzanne Boclet, propriétaire d'une fabrique de placards, J. 1990[22] ;
- Adolphe Boehm (né en 1926), J. 1994[39] ;
- Marie Boehm, née Hagen, J. 1994[39] ;
- M. Boisse, commerçant en laine, J. 1989[40] ;
- Renée Boisse, J. 1989[40] ;
- Robert Bonnaventure (1920-2015), coureur cycliste, J. 2016[41] ;
- Simone Bonnaventure (1918-2014), vendeuse, J. 2016[41] ;
- Yvonne Bonnaventure, née Champon (1895-1982), J. 2016[41] ;
- Henriette Bordier, employée de mairie, J. 1989[42] ;
- Albertine Bornstein, née Marchetti (née en 1921), employée d'usine, J. 1996[43] ;
- Alexis Bosselut (1897-1948), magasinier, J. 1997[44] ;
- Jeanne Bosselut, née Laboureur (1892-1989), J. 1997[44] ;
- Henri Bouigue (1912-1992), ingénieur à la SNCF, J. 1989[45] ;
- Julienne Bouigue (née en 1916), J. 1989[45] ;
- Jean Bourdelle (1907-), conseiller juridique, J. 1988[46] ;
- Simone Bourgeois (née en 1919), serveuse, J. 2001[47] ;
- Clotilde Bousquet (1886-1992), J. 1987[48] ;
- Lucette Bousquet (1906-2005), professeur de piano, J. 1987[48] ;
- Maurice Bousquet, J. 1987[48] ;
- Lucienne Boutet, née Million-Kahn (1880-1953), J. 2006[49] ;
- Agnès Breitburd, née Delespaul (1908-1995), J. 2011[50] ;
- Rita Breton, médecin, J. 1982[51] ;
- Léontine Breuil (1901-1973), concierge, J. 2018[52] ;
- Henri Briard (1880-1969), employé d'usine, J. 1985[53] ;
- Amélie Brisolier, née Pigeon (1910-2003), J. 1990[54] ;
- Louis Brisolier (1908-1996), gendarme, J. 1990[54] ;
- Denise Brunet, née Hiernard (1904-1991), J. 2011[55] ;
- Maurice Brunet (1895-1978), employé à la SNCF, J. 2011[55] ;
- Cécile Bureau, née Nouvellière (1909-1971), J. 2001[56];
- Jean Bureau (1912-1978), représentant de commerce, J. 2001[56] ;
- Hélène Burger, née Gutzler (1900-1987), infirmière, J. 1980[57] ;

### C
- Micheline Cahen, née Bellair (1913-2006), assistante sociale, J. 1988[58] ;
- André Caillou (1920-2003), inspecteur de police, résistant ; J. 2001[59] ;
- Amélie Capiod, née Prieur (1893-1984), concierge, J. 1991[60] ;
- Henri Capiod (1894-1968), concierge, J. 1991[60] ;
- Régis Capiod (né en 1921), J. 1991[60] ;
- Élisa Caron, née Motté (1900-1976), employée de restaurant, J. 2001[61] ;
- Lucie Cartier (1894-), employée de commerce, J. 1971[62] ;
- Marie-Louise Carven, née de Tommaso (1909-2015), couturière française, fondatrice, J. 2000[63] ;
- Gabriel Cavanihac, haut fonctionnaire, J. 2002[64] ;
- Marguerite Cavanihac, J. 2002[64] ;
- Germaine Chaigneau, née Joubert (1892-1972), J. 1994[65] ;
- Joseph Chaillet (1907-1980), médecin, J. 2012[66] ;
- Augustine Chambon, née Constant (1889-1974), débitante de tabac, J. 2002[67] ;
- Magdeleine Charretier, née May (née en 1911), résistante, J. 1968[68] ;
- Charles Chatelin (1884-1948), neurologue, J. 1982[69] ;
- Marie-Louise Chatelin (1888-1971), pédiatre, J. 1982[69] ;
- Claire Chemitre (1904-), J. 1989[70] ;
- Andrée Chéramy, née Déré (1909-1998), mécanicienne, J. 1995[71] ;
- Edmond Cheval (1905-1967), gardien de synagogue, J. 2006[72] ;
- Fernande Cheval, née Millet (1905-1971), mécanicienne dans une scierie, J. 2006[72] ;
- Lucie Chevalley, née Sabatier (1882-1979), présidente du Service social d'aide aux émigrants, J. 1993[73] ;
- Georgette Cheverry, née Rigault (née en 1913), professeur de lettres, J. 1987[74] ;
- Fernand Choquart (1893-1954), culottier, J. 2006[75] ;
- Marguerite Choquart (1896-1990), culottière, J. 2006[75] ;
- Marie Chotel (1883-1966), concierge, J. 1985[53] ;
- Lucienne Clément de l’Épine (1911-1995), couturière, J. 1990[76] ;
- Maurice Cluzeau (né en 1913), charcutier, J. 1994[77] ;
- Paulette Cluzeau (née en 1910), charcutière, J. 1994[77] ;
- Alain de Coatgoureden (1904-1970), employé, J. 2013[78] ;
- Charles Collenot (1881-1961), gardien du Louvre, J. 2002[79] ;
- Yvonne Collomb, née Verdier (1910-1997), employée des Télécommunications, J. 2005[80] ;
- Édouard Coquel, J. 1992[81] ;
- Louise Coquel, J. 1992[81] ;
- Robert Cornon (1916-2015), représentant de commerce, J. 2007[82] ;
- Georges Couanet (1882-1961), médecin, J. 2003[83] ;
- Marie-Louise Couanet, née Desvigne (1901-1986), J. 2003[83] ;
- Marie-Josèphe Courbet, née Philippe (1904-2002), assistante sociale, J. 2004[84] ;
- Isabelle Crémer, directrice de l'école pratique du Service social, J. 1994[85] ;
- Yves Criou (1909-), commerçant, J. 2011[86] ;
- Yvette Cross-Babiole, née Lassus (1910-1995), employée, J. 1993[87] ;
- Albonéa Cyferman, née Balboni, employée, J. 1985[88] ;

### D
- Ursule Dalian, née Sakyan (1904-1994), couturière, J. 1995[89] ;
- Vincent Dalian (1909-1957), peintre en bâtiment, J. 1995[89] ;
- Gilberte Daude, née Pichard (1905-2010), J. 1994[90] ;
- Lucien Daude (1905-), J. 1994[90] ;
- Catherine Dautricourt, née Delporte (1891-1970), nourrice, J. 2010[91] ;
- Jeannine Dauvilliers, née Neveux (1916-), J. 2003[92] ;
- Maurice Dauvilliers (1914-), chauffeur, J. 2003[92] ;
- Suzanne Davy, née Marseille (1911-1999), J. 1969[93] ;
- Marguerite Delouche (1890-1956), couturière, J. 2013[94] ;
- Charles Demoulin (1904-1944), policier, résistant, J. 1995[95] ;
- Simone Demoulin, née Tabourot (1906-), J. 1995[95] ;
- Madeleine Denis (1890-1969), professeur d'anglais, J. 1988[96] ;
- Marie-Louise Déré, née Guy, femme de ménage, J. 1995[71] ;
- Marius Dès (1909-1967), policier, J. 2009[97] ;
- Philippine Dès, née Pech (1911-1993), finisseuse ouvrière en confection, J. 2009[97] ;
- Edmond Deusy (1920-1999), J. 2010[98] ;
- Émile Deusy (1891-1968), comptable, J. 2010[98] ;
- Théomir Devaux (1885-1967), prêtre, supérieur de monastère, J. 1996[99] ;
- Jean Dorso (mort en 1974), fonctionnaire des impôts, J. 1980[100] ;
- Yvonne Dorso, née Quériaux, J. 1980[100] ;
- Marcel Drouin (1904-1988), transporteur, J. 2002[101] ;
- Marcelle Drouin, née Perthuis (1908-1963), hôtelière, J. 2002[101] ;
- Germaine Duchauffour, née Rougies (1914-), J. 1999[102] ;
- Jeanne Dumont (1896-1986), professeur de lettres, J. 2004[103] ;
- Charles Dupouy (1885-1965), concierge, J. 2011[104] ;
- Jeanne Dupouy, née Dulac (1891-1975), employée aux Halles, J. 2011[104] ;

### E
- Marguerite Elie, née Huyssen (1920-1997), artiste peintre, J. 1998[105] ;
- Maria Errazuriz, née Edwards (1893-1972), assistante sociale, J. 2005[106] ;

### F
- Laurence Fages (1908-), employée de mairie, J. 1997[107] ;
- Lucien Faille (1909-1985), représentant, J. 2011[108] ;
- Simone Faille, née Thiercelin (1910-1995), J. 2011[108] ;
- Simone Feran, née Jamard (née en 1921), vendeuse, J. 2009[109] ;
- Jean Ferrari (1895-1971), inspecteur des impôts, J. 2002[110] ;
- Marie Ferrari, née Delbast (1891-1989), J. 2002[110] ;
- Pierre Ferrari (1926-2009), collégien, J. 2002[110] ;
- Marguerite Février, née Foureau (1892-1968), repasseuse, lingère, J. 1999[111] ;
- Paul Février (1887-1971), artiste peintre, J. 1999[111] ;
- Augustine Fiket, née Conrath (1911-1999), ouvrière, J. 2009[112] ;
- Paul Fiket (1905-1979), ouvrier, J. 2009[112] ;
La place Paul-et-Augustine-Fiket, à Paris, porte leur nom[113],[114] ;
- Juliette Flachot, née Buldon (1892-1975), couturière, corsetière, J. 1999[115] ;
- Lucien Flachot (1892-1984), peintre, J. 1999[115] ;
- Marie-Elvire Flament, née Goutenègre (1881-1978), assistante sociale, sauve une centaine d'enfants juifs ; J. 1985[116] ;
- Marie-Louise Fonvieille, née Carrère (1891-1986), employée des Postes, J. 2017[117] ;
- Suzanne Fournery (1907-1991), professeur de mathématiques, J. 1997[118] ;
- Abel Fournier, inspecteur des douanes, J. 1995[119] ;
- Louis Fournier (1923-1996), étudiant, J. 1995[119] ;
- Yvonne Fournier, J. 1995[119] ;
- Emilie Fradet, née Lambruny (1893- ), J. 2010[120] ;
- Gabriel Fradet (1885-1967), grainetier, J. 2010[120] ;
- Germaine Fraine (1898-2001), J. 1990[121] ;

### G
- André Gaillard (1909-1987), serrurier, J. 2017[122] ;
- Paul Gaillard (1920-2007), résistant, J. 2001[123] ;
- Pauline Gaillard, née Marteaux (1905-1987), ouvreuse, J. 2017[122] ;
- Marcelle Galligazon, née Bauer (1908-1998), employée de mairie, J. 2017[124] ;
- Bernard Gandrey-Réty (1924-1996), étudiant, résistant, J. 1992[125] ;
- Hélène Gardon, enseignante[126] ;
- Janeau Gardon (né v. 1928), collégien, J. 1985[126] ;
- Monette Gardon (née v. 1930), collégien, J. 1985[126] ;
- Pierrette Genty ;
- Charles Ginoux Defermon ;
- Henriette Ginoux Defermon, née Thévenet ;
- Gaston Girousse ;
- Frédérique Grandjean, née Dubée ;
- Gaston Grandjean ;
- Marie-Louise Grandjean ;
- Clémence Grangier ;
- Olivier Guélat ;
- Suzanne Guélat, née Bœuf ;
- Boris Guervit ;
- Paulette Guervit ;
- Gabrielle Guidi, née Parillaud ;
- Louis Guidi ;
- Maurice Guidi ;
- Marcelle Guillemot (1907-1960), assistante sociale, résistante[127] ;
- Suzanne Guimbretière, née Mathieu ;

### H
- Paulette Happ ;
- René Harent ;
- Georgette Haut, née Moulin ;
- Henri Haut ;
- Madeleine Hébras, née Coignoux ;
- Jeanne Henri-Robert (1893-1983), épouse de Paul Reynaud ; sauve la résistante juive Gisèle Gonse-Boas ; J. 2007 ;
- Julien Houdusse ;
- Laure Houdusse, née Guffroy ;

### I
- Ernest Ischy ;
- Yannick Ischy ;

### J
- Achille Jacob ;
- Louise Jacob, née Leger ;
- Auguste Jaeger ;
- Marie Jaeger, née Erdinger ;
- Paulette Jamais, née Ricard ;
- Germaine Jamard (1894-1968), femme de chambre, J. 2009[109] ;
- Henri Jault ;
- Janine Joly, née Marty ;
- Roger Joubeaux ;
- Jean Jousselin, pasteur[128],[129] ;
- Simone Justes ;

### K
- Dimitri Klépinine (1904-1944), prêtre orthodoxe, saint, J. 1985[130] ;
- Jeanine Kruger, née Piguet ;

### L
- André Labatut (1901-1979), horloger-bijoutier, J. 2017[117] ;
- Denise Labbé, née Coquel, J. 1992[81] ;
- Georges Labbé (1921-1992), inspecteur de police, J. 1992[81] ;
- Alphonse Lacoudre ;
- Gabriella Lacoudre, née Totin ;
- Emile Lafon ;
- Louise Lafon ;
- Anne-Marie Lance ;
- Armandine Langlais, née Avice ;
- Aline Lapicque, née Perrin (1899-1991), illustratrice, J. 2000 ;
- Charles Lapicque (1898-1988), ingénieur, artiste peintre, J. 2000 ;
- Madeleine Larue, née Cardot ;
- Théophile Larue ;
- Pierre de Lattre ;
- Berthe Laurain ;
- Louise Laurent, née Lemarchal ;
- Catherine Lavé, née Wolff ;
- Mireille Leblond, née Chaigneau (née en 1920), J. 1994[65] ;
- Anne-Marie Le Bris, née Garniel ;
- Pierre Le Bris ;
- Cécile Legars ;
- Marie-Anne Legars, née Le Noac'h ;
- Thérèse Legars ;
- Alfred Le Guellec ;
- Augustine Le Guellec, née Guichard ;
- André Lequien ;
- Antoinette Lequien ;
- Albert Lequin ;
- Gabrielle Lequin ;
- Gaston Lesage ;
- Jean Lesage ;
- Luce Lesage, née Pradel ;
- Raymond Lesueur ;
- Henri Leuillet ;
- Marie Leuillet, née Diennet ;
- Suzanne Leulier, née Ménérat ;
- Andrée Levallois ;
- Gina Libera ;
- Alphonse Licini ;
- Marthe Licini, née Choley ;
- Gabrielle de Linares ;
- Dolinda Luciani ;
- Élisabeth Lugan ;
- Jean Lugan ;

### M
- Gilberte Mabon, née Happ ;
- Henri Mabon ;
- Louis Macé ;
- Simone Macé, née Babin ;
- Valentine Mahieu, née Bobin ;
- Janine Mancet, née Eozénou ;
- Louise Marandet, née Roussin ;
- Maurice Marandet ;
- Marguerite Marchand ;
- Micheline Marchand ;
- Victor Marchand ;
- Catherine Marchetti, née Abati (1979-1966), ouvrière, J. 1996[43] ;
- Line Marmajou ;
- Edouard Marsat ;
- Angèle Marseille, J. 1969[93] ;
- Marie Marteau, née Lepetit ;
- Jeanne Martin, née Ferrari (née en 1924), collégienne, J. 2002[110] ;
- Marcelle Martin, née Février (1924-1972), aide-comptable, J. 1999[111] ;
- Magdalena Martinez ;
- Marcel Marty ;
- Olga Marty, née Louis ;
- Josèphe Massé née Cardin (1923-1992) Elève du Collège Sévigné durant l’Occupation, elle a participé à la protection de Pearl Golzmann, son amie du Collège, de son frère Henri, d’Yvonne Netter ; d’Anne Wellers et de ses fils, André et Michel. Elle a été reconnue Juste parmi les Nations, ainsi que ses parents, Albertine et Joseph Cardin, le 14 décembre 1992[131].
- Emilienne Masson, née Gaudichot ;
- Gaston Mater ;
- Thérèse Mater, née Sac ;
- Annette Matter ;
- Laurent Mazier ;
- Marie Mazier, née Viateau ;
- Louis Mélas ;
- Marguerite Mélas ;
- Marie Ménérat ;
- Roger Merten ;
- Joseph Migneret (1888-1949), directeur de l'École élémentaire des Hospitalières-Saint-Gervais dans le 4e arrondissement de Paris, J. 28 mars 1990[132] ;
- Lucienne Miltsztayn, née Daniel (1914-2011), blanchisseuse, J. 2014 ;
- Céline Morali, née Demarez ;
- Lucie-Berthe Morin ;
- Lucienne Muller ;

### N
- Emma Navarro ;
- Simonne Nugeyre, née Tenenboim ;

### O
- Hélène Oudard ;

### P
- Simonne-Marie Parion, née Peltier ;
- André Patrolin ;
- Clothilde Pava ;
- Suzanne Pavy, née Merten ;
- Alice Pellacoeur, née Doucet ;
- Henri Pellacoeur ;
- Yvonne Peltel ;
- Georgette Permanne ;
- Madeleine Perret, née Richard ;
- Élise Perthuis, née Pajot ;
- Lucien Perthuis ;
- Berthe Peyrabout, née Maingain ;
- Jean-Baptiste Peyrabout ;
- Daniel Pézeril (1911-1998), prêtre, puis évêque, J. 1994[133] ;
- Aline Pierre ;
- Line Piguet
- Robert Piguet ;
- Odette Pilpoul, née Larrieu (1906-2004), résistante, J. 2012 ;
- Émile Planckaert ;
- Renée Poiret, née Flachot (née en 1921), modiste, J. 1999[115] ;
- Suzanne Pommay ;
- Lucien Pradelle ;
- Jules-Henri Proquitte ;

### Q
- Germaine Quéré, née Fageol ;

### R
- Mireille Radiguet, née Foulon ;
- Albert Rateau ;
- Germaine Rateau ;
- Raymond Rayssiguier ;
- Clothilde Régereau (1898-1985), religieuse, responsable d'orphelinat, sauve Annette Muller, ses frères et leur père ; J. 1994[134],[135] ;
- Hélène Régnier ;
- Jeanne Régnier ;
- Marcel Reinhard ;
- Marthe Reinhard, née Roty ;
- Angèle Richard ;
- Arsène Richard ;
- Marcelle Richard ;
- Marcelle Robineau ;
- Henri Roser ;
- Gino Rossi Landi ;
- Marcelle Rossi Landi, née Comelles ;
- Constant Roulleau ;
- Odette Roulleau, née Huchet ;
- Viviane Roullet ;
- Albertine Rouxel, née Pina ;
- Elisabeth Rudolph, née Strunk ;
- Henri Rudolph ;
- Paulette Russel, née Laurent ;

### S
- André Saint-Chély ;
- Justin Saint-Chély ;
- Rosalie Saint-Chély, née Fournier ;
- Hilaire Samain ;
- Irène Samain, née Questiaux ;
- Andrée Santoni, née Coutier ;
- Léone Sarrade-Khoudy, née Berjon ;
- Adrien Saulnier ;
- Marguerite Saulnier, née Dachaux ;
- Françoise Sauty, née Beaubérot ;
- Margarete Schachnowsky ;
- Louise Schmitt, née Vadez ;
- Lucien Schmitt ;
- Georgette Schwarz ;
- Henri Serennes ;
- Marie-Thérèse Serennes ;
- Denise Sicot, née Bureau ;
- Alexandre Simiot ;
- Suzanne Simiot, née Rohmer ;
- Elisabeth Skobtsova, mère Marie, née Élisabeth Iourievna Pilenko (1891-1945), religieuse, martyre orthodoxe, J. 1985[136] ;
- Suzanne Spaak, née Lorge (1995-1944), résistante, directrice du Mouvement national contre le racisme, J. 1985[137] ;
- Madeleine Steinberg née White (1921-2008). Elève du Collège Sévigné durant les années 1930, elle a contribué à sauver plusieurs Juifs (hommes et femmes), en provenance du Ghetto de Varsovie, internés, comme elle, au camp de Vittel. Elle a été reconnue Juste parmi les Nations le 25 août 2013 lors d'une cérémonie au Collège Sévigné le 11 juin 2014[131] ;
- Czeslaw Szafranski ;
- Marie Szafranski, née Kotulski ;

### T
- Francisca Tendero, née Morales ;
- Michel-Marcel Tendero ;
- Léa Thelliez, née Salmon ;
- Abel Thibout ;
- Marthe Thibout ;
- Léontine Tiercelin, née Regereau ;
- Paule Trebosc, née Matinier ;
- Marcel Trochel ;
- Yvonne Trochel, née Jolif ;

### U
- Thérèse Urbain, née Dollé ;

### V
- Céline Vallée ;
- Denise Vallon ;
- Henri Vautravers (né en 1923), violoniste, J. 1999[18] ;
- Juliane Vautravers, née Droulih (1879-1973), J. 1999[18] ;
- René Vautravers (1883-1948), garagiste, J. 1999[18] ;
- Marcelle Vergara (1885-1969), née Roberty, J. 1988[138] ;
- Paul Vergara (1883-1965), pasteur, J. 1988[138] ;
- André Vermeulen ;
- Baptistine Vermeulen, née Bradesi ;
- Laure Viardot ;
- Catherine Viateau, née Chassaing ;

### W
- Victor Weber ;
- Raymonde Weyss ;

### Z
- Georgette Zwiller, née Beringer ;
- Pierre Zwiller.